# Rhubarbe
Rheum
Pour les articles homonymes, voir La Rhubarbe.
Genre
Synonymes
- Rhabarbarum Fabr., 1759[2]

Rheum, les Rhubarbes, est un genre de plantes herbacées vivaces de la famille des Polygonacées. Il comprend une cinquantaine d'espèces, en particulier la rhubarbe des jardins, Rheum rhabarbarum ou Rheum x hybridum[réf. nécessaire], dont les pétioles des feuilles, ou bâtons de rhubarbe, sont consommés, le plus souvent cuits, en tartes, en confiture, en compote ou comme légume.

## Étymologie
Le nom « rhubarbe » provient du bas latin rheubarbarum ou rhabarbarum, littéralement « racine de Barbarie ». La Rhubarbe sauvage (Rheum rhaponticum) est par ailleurs appelée « rhapontic », c'est-à-dire « racine du Pont (Euxin) »,. Selon l'historien de l'Antiquité tardive Ammien Marcellin, la racine rheum ou rha aurait pour origine le fleuve Rha, ancien nom de la Volga. Jacques André, spécialisé dans la lexicographie du latin technique, qualifie cette étymologie populaire d'Ammien Marcellin et reprise par Isidore de Séville de douteuse.

## Description
C'est une plante vigoureuse des régions tempérées, vivace par un court rhizome volumineux. Elle forme des rosettes basales de grandes feuilles pétiolées, au large limbe plus ou moins palmatilobé parcouru, à la face inférieure, par des nervures saillantes, rougeâtres. Ces feuilles gaufrées, grossièrement triangulaires, sont toxiques, contrairement au pétiole charnu qui est la partie de la plante consommée. Celui-ci, de couleur vert rougeâtre, arrondi et canaliculé, mesure jusqu'à 50 cm de longueur pour 3 à 7 cm de largeur et d'épaisseur.
Les parties aériennes de la plante disparaissent totalement pendant l'hiver.

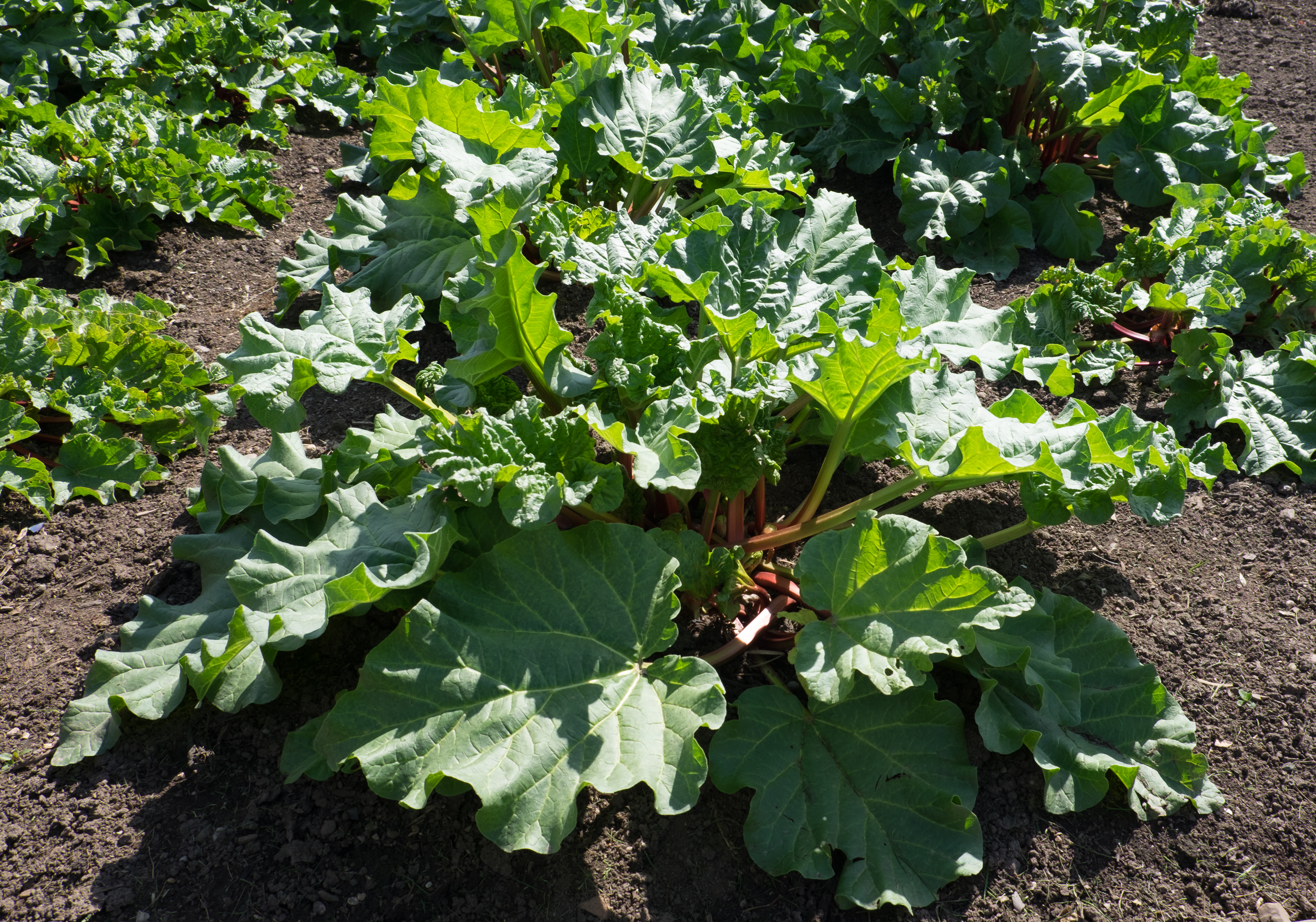
Rosette de feuilles.
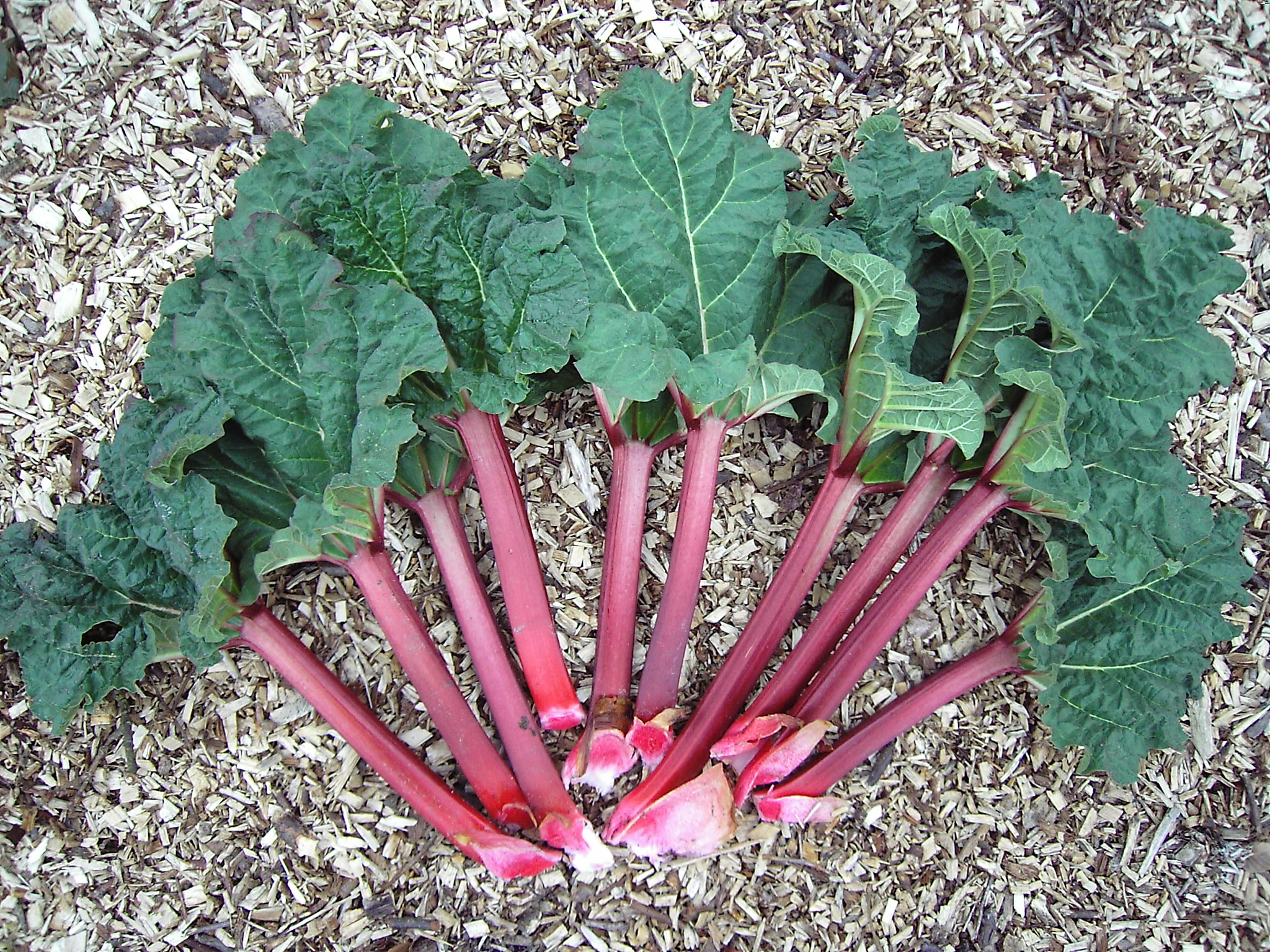
Feuilles pétiolées.
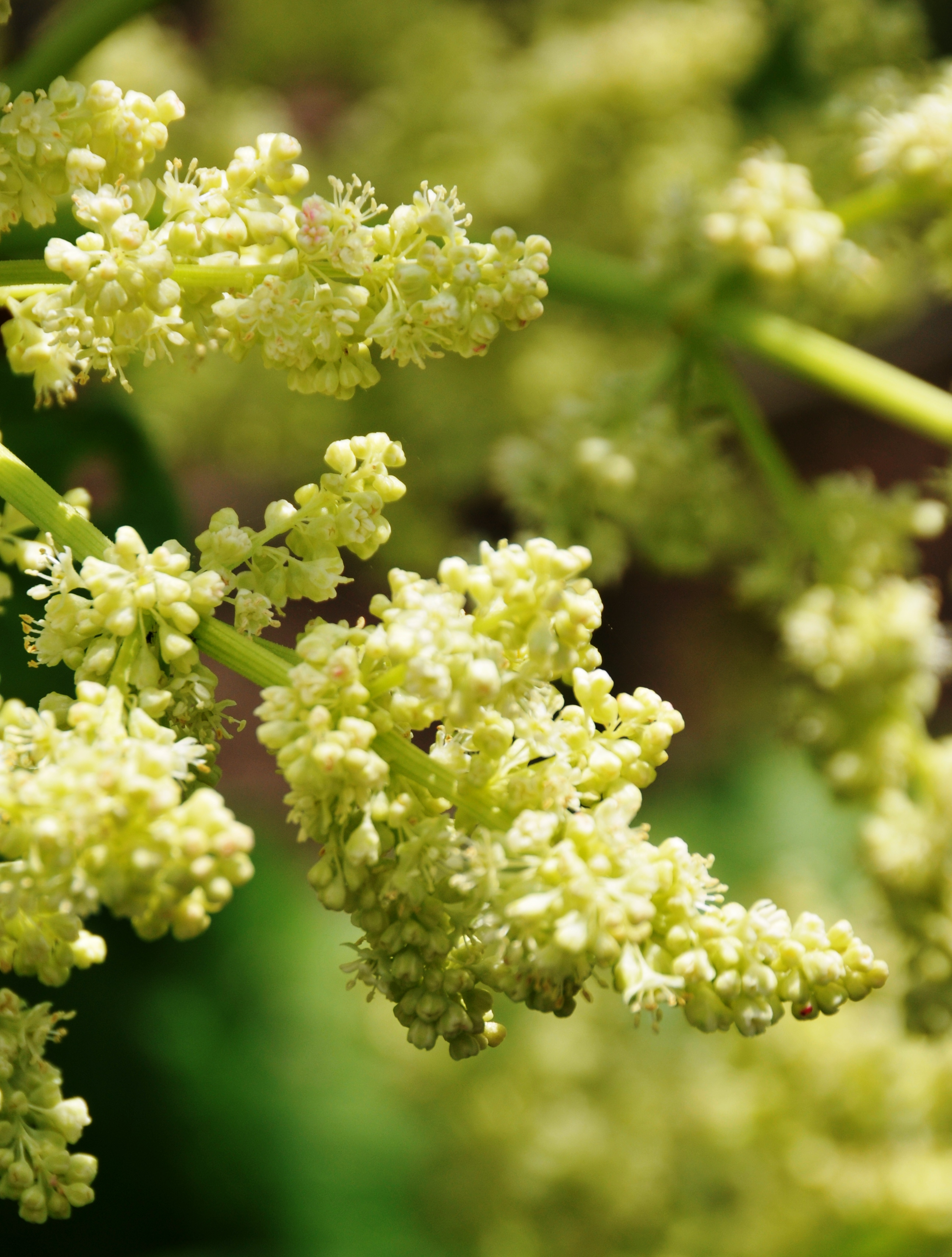
Détail des inflorescences.
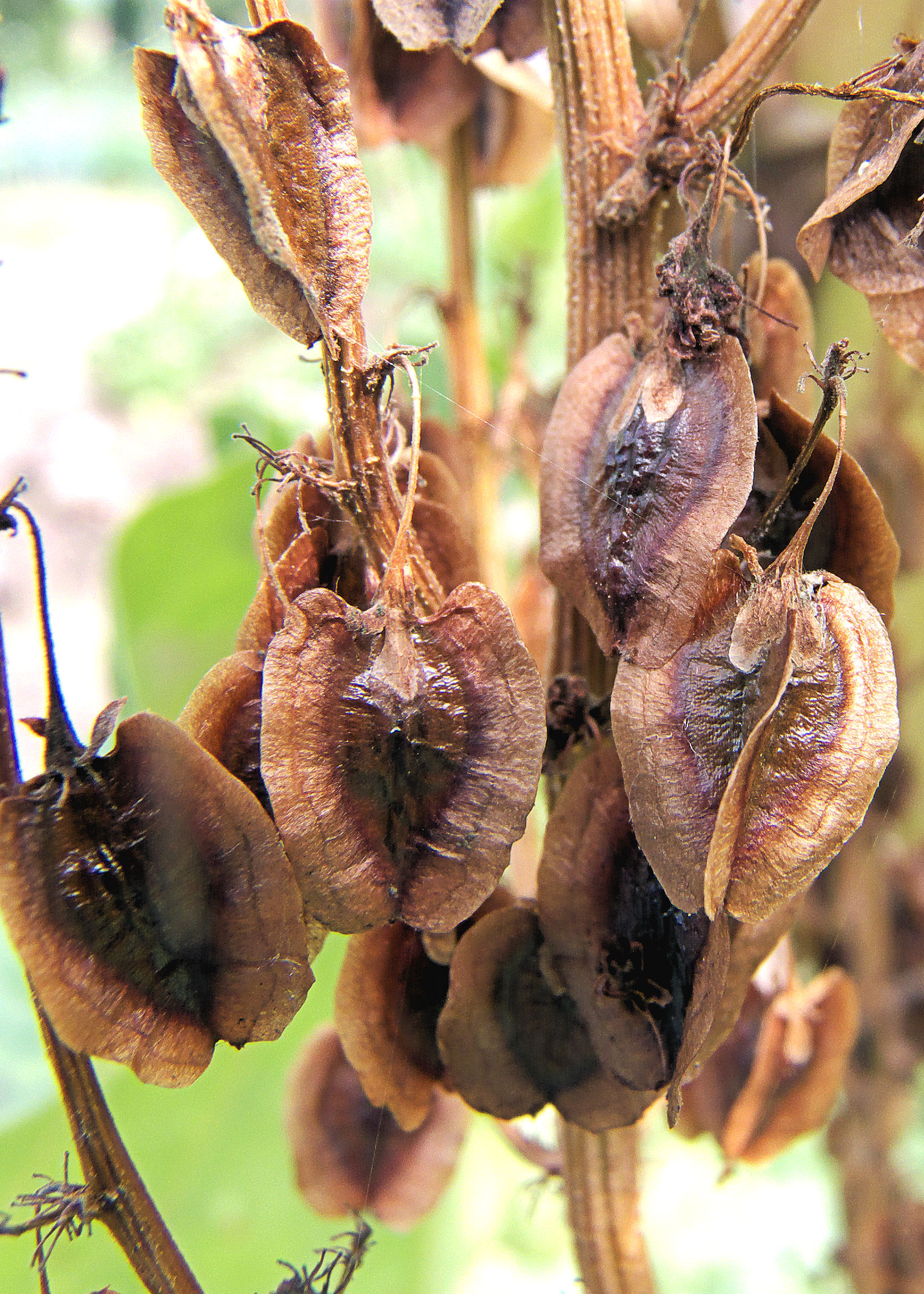
Fruits.
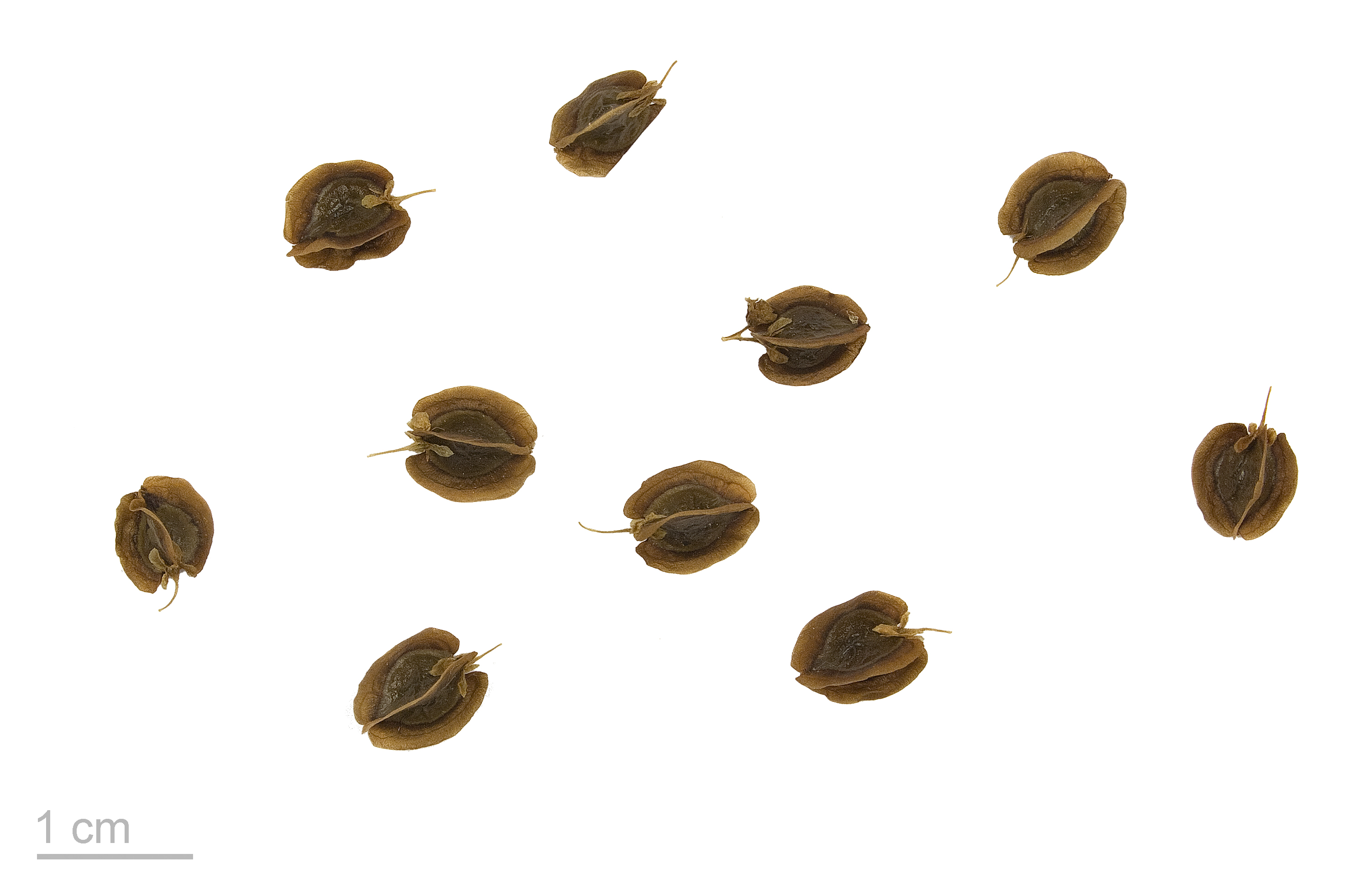
Graines.

## Histoire
Plusieurs espèces de rhubarbes étaient connues dans l'Antiquité. Rheum officinale était connue comme plante médicinale en Chine depuis très longtemps et R. ribes en Grèce antique par Dioscoride (Materia medica, III, 2). Rheum officinale fut introduite en Europe par la Route de la soie dès le Xe siècle grâce aux marchands arabo-persans. Elle est signalée par Marco Polo dans son livre (il est souvent mentionné à tort qu'il fut le premier occidental à la voir, alors qu'il fut précédé par le franciscain Guillaume de Rubrouck, et le premier à l'importer en Europe, cet explorateur franciscain de langue flamande racontant aussi avoir vu un moine l'utiliser avec de l'eau bénite) et Odoric de Pordenone, elle fut d'abord cantonnée parmi les plantes médicinales (constituant du catholicum simple de la pharmacopée maritime occidentale au XVIIIe siècle) et ornementales, elle ne fut cultivée et consommée comme plante potagère qu'à partir du XVIIIe siècle.[style à revoir] L'importation en France de la rhubarbe pourrait être le fait de Coste D'Arnobat et du célèbre botaniste Charles-Alexandre Julliard, qui en rapportera au roi Louis XIV.
En Europe, c'est en Grande-Bretagne qu'on commence à l'utiliser en cuisine, dans le courant du XIXe siècle. Les recettes sont cependant très peu nombreuses jusqu'au milieu du XXe siècle.

## Liste des espèces
Selon Plants of the World online (POWO) (15 mai 2021) :
- Rheum acuminatum Hook.f. & Thomson
- Rheum alexandrae Batalin
- Rheum australe D.Don
- Rheum austroiranicum Taheri & Assadi
- Rheum compactum L.
- Rheum cordatum Losinsk.
- Rheum coreanum Nakai
- Rheum darvasicum V.S.Titov ex Losinsk.
- Rheum delavayi Franch.
- Rheum fedtschenkoi Maxim. ex Regel
- Rheum forrestii Diels
- Rheum globulosum Gage
- Rheum hissaricum Losinsk.
- Rheum hotaoense C.Y.Cheng & T.C.Kao
- Rheum inopinatum Prain
- Rheum iranshahrii Taheri & Assadi
- Rheum khorasanicum Baradaran & Jafari
- Rheum kialense Franch.
- Rheum kordestanicum Taheri & Assadi
- Rheum laciniatum Prain
- Rheum lhasaense A.J.Li & P.K.Hsiao
- Rheum likiangense Sam.
- Rheum lucidum Losinsk.
- Rheum macrocarpum Losinsk.
- Rheum maculatum C.Y.Cheng & T.C.Kao
- Rheum maximowiczii Losinsk.
- Rheum moorcroftianum Royle
- Rheum nanum Siev. ex Pall.
- Rheum neyshabourense Baradaran & Jafari
- Rheum nobile Hook.f. & Thomson
- Rheum officinale Baill.
- Rheum palaestinum Feinbrun
- Rheum palmatum L.
- Rheum persicum Losinsk.
- Rheum platylobum Rech.f.
- Rheum przewalskyi Losinsk.
- Rheum pumilum Maxim.
- Rheum racemiferum Maxim.
- Rheum rhabarbarum L.
- Rheum rhaponticum L.
- Rheum rhomboideum Losinsk.
- Rheum ribes L.
- Rheum spiciforme Royle
- Rheum subacaule Sam.
- Rheum sublanceolatum C.Y.Cheng & T.C.Kao
- Rheum ×svetlanae Krassovsk.
- Rheum tanguticum (Maxim. ex Regel) Balf.
- Rheum tataricum L.f.
- Rheum telianum Ilçim & Karahan
- Rheum tibeticum Maxim. ex Hook.f.
- Rheum turkestanicum Janisch.
- Rheum uninerve Maxim.
- Rheum webbianum Royle
- Rheum wittrockii C.E.Lundstr.
- Rheum yunnanense Sam.

## Production

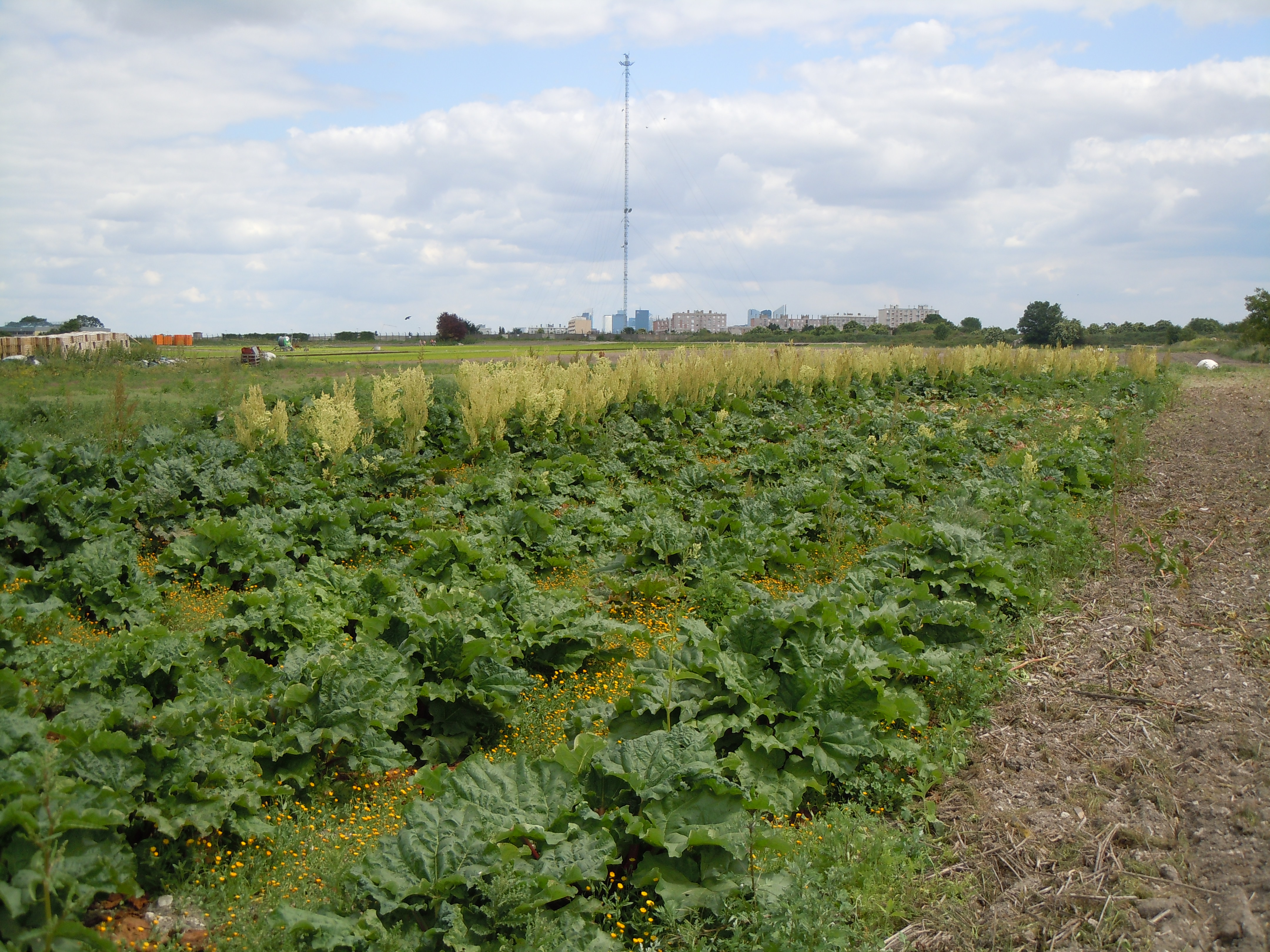
Champ de rhubarbe dans la plaine de Montesson.

Les rhubarbes cultivées sont Rheum rhaponticum, Rheum rhabarbarum et leurs hybrides. Les préparations médicinales sont obtenues à partir de Rheum officinale.
La rhubarbe préfère les sols profonds et frais, avec de la fumure organique et une exposition ensoleillée. Les touffes sont divisées entre la fin de l'hiver et le début du printemps, en coupant des bouts portant un à trois bourgeons, et sont plantées en laissant ces derniers affleurer à la surface.
La récolte se fait, dès la deuxième année, de fin avril à juin, mais une deuxième récolte peut avoir lieu fin septembre. Il est recommandé de ne pas prélever plus des deux tiers des pétioles d'une même plante. Ceux-ci se conservent quelques jours après récolte.
Un pied de rhubarbe est exploité efficacement durant cinq à dix ans, mais il peut vivre plus de cinquante ans avec une production affaiblie. Des plants de rhubarbe de plus de cent ans ont déjà été recensés et produisent encore une récolte abondante.

## Maladies et parasites
Les plants peuvent être attaqués par le Verticillium, un champignon qui décompose les racines. Les feuilles jaunissent et meurent en quelques semaines, puis la plante disparaît pendant un mois.

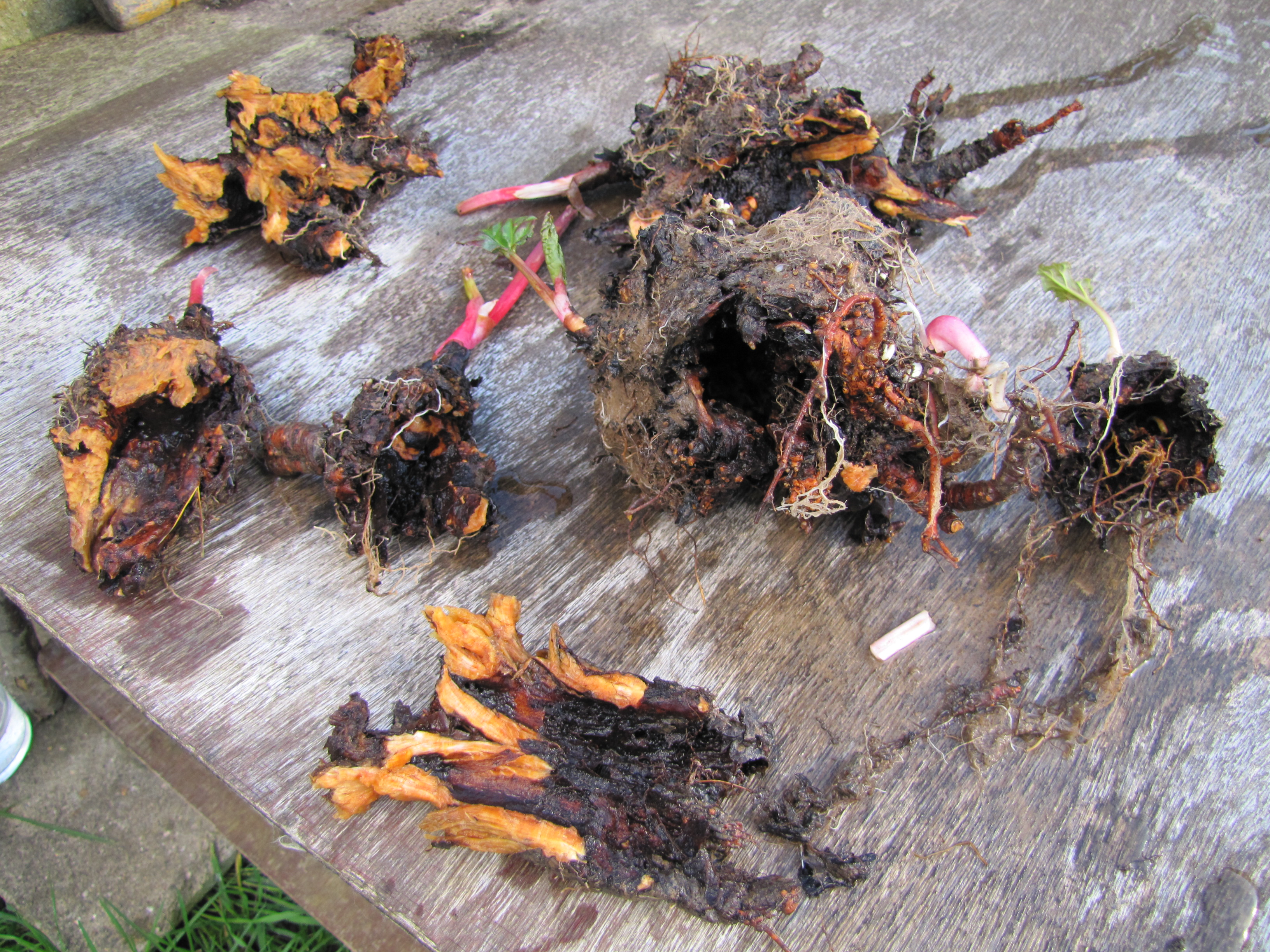
Rhizomes de rhubarbe creusés par du Verticillium.
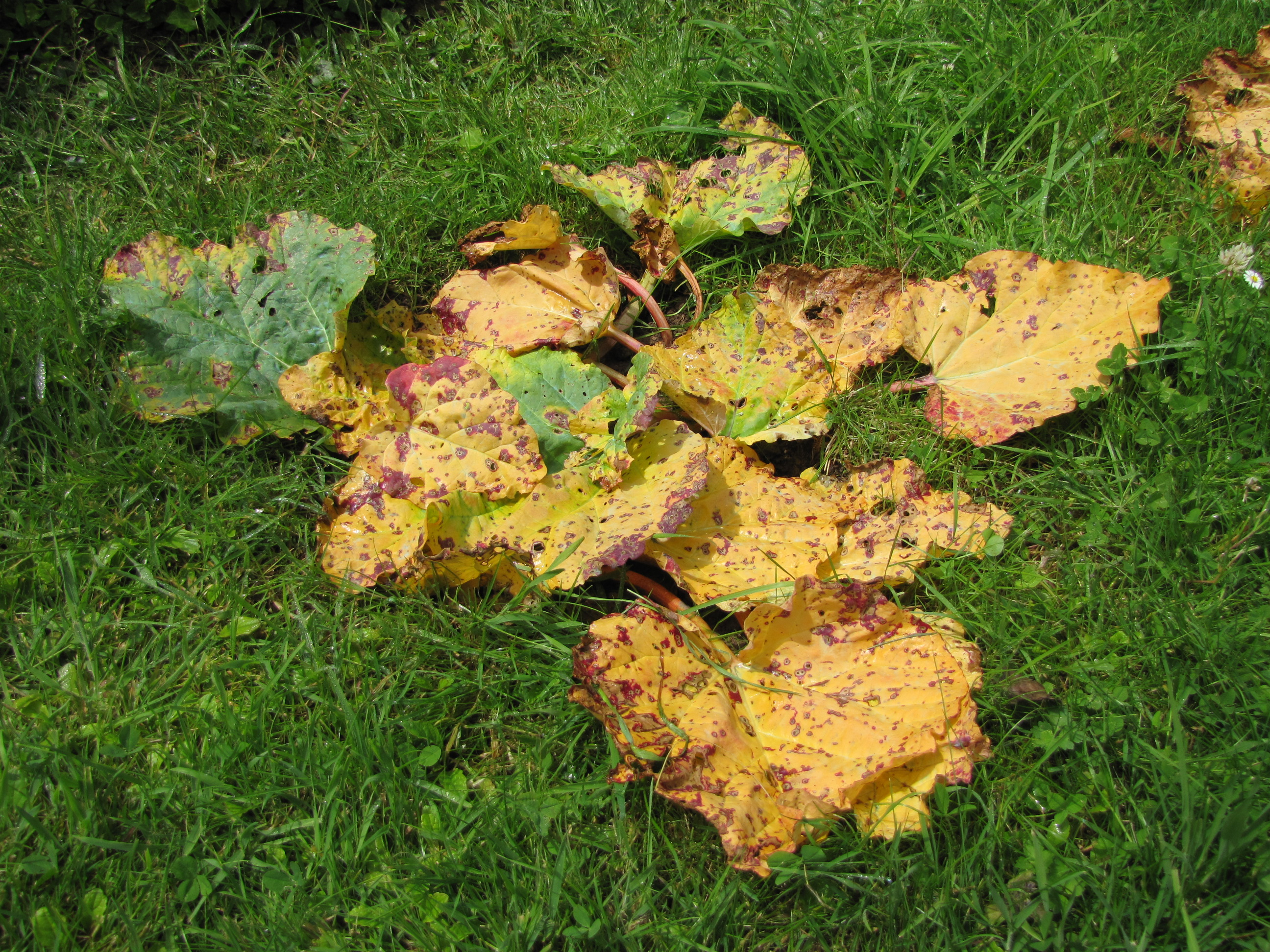
Feuilles de rhubarbe jaunies par du Verticillium.

## Utilisation

### Culinaire
Seuls les pétioles, appelés aussi « bâtons de rhubarbe », peuvent être consommés crus, cuits, en tartes, en confiture ou comme légume. On peut également en faire des sirops ou des sorbets. L'acidité de la plante demande à être atténuée par du sel ou du sucre. Les variétés rouge carmin de rhubarbe sont plus tendres que les vertes.[réf. nécessaire]
Un vin de rhubarbe est produit dans les Vosges : le Crillon des Vosges. Cette spécialité a été inventée à la suite du ravage du vignoble local par le phylloxéra.

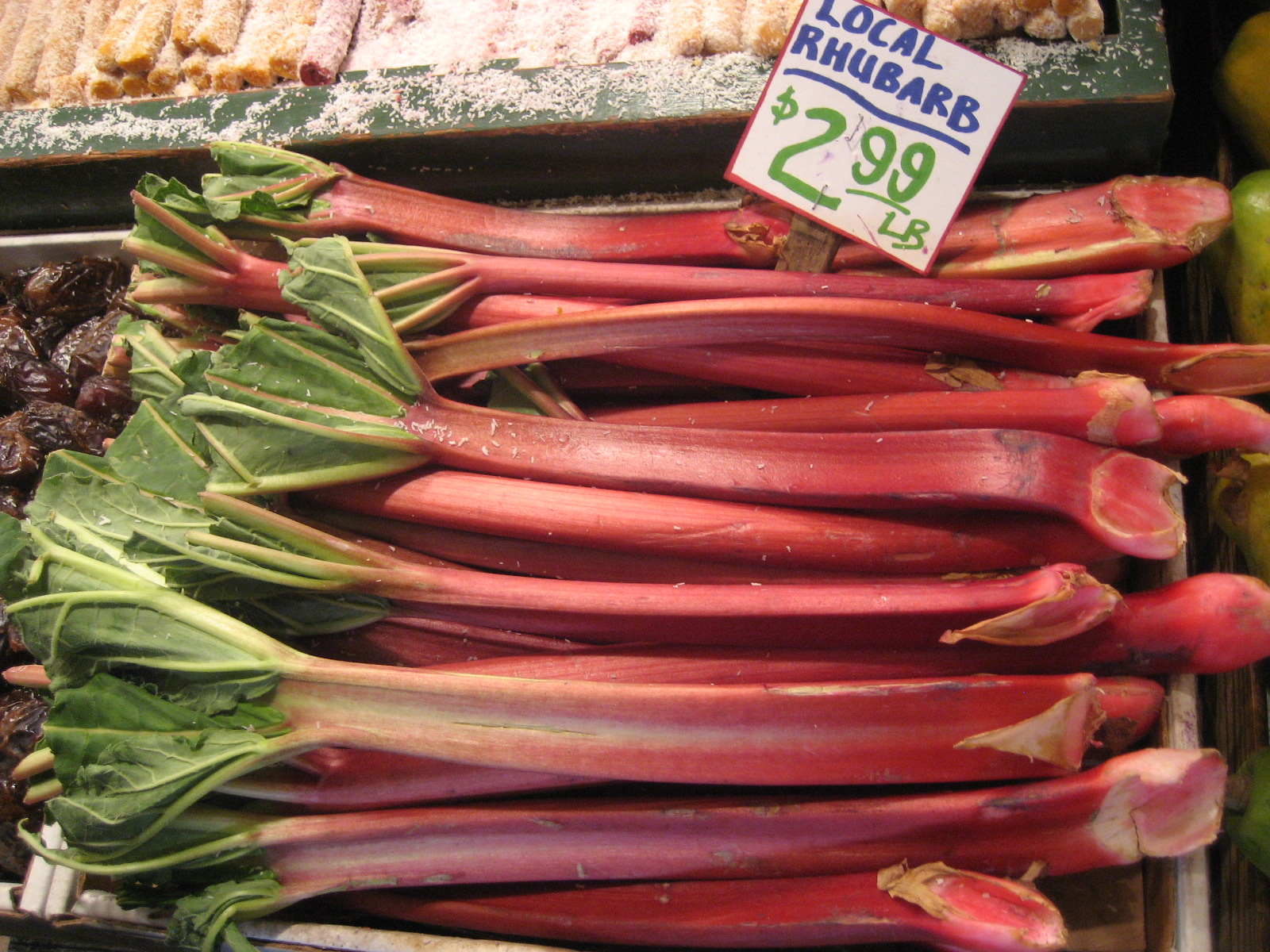
Le pétiole de la rhubarbe peut atteindre 80 cm.
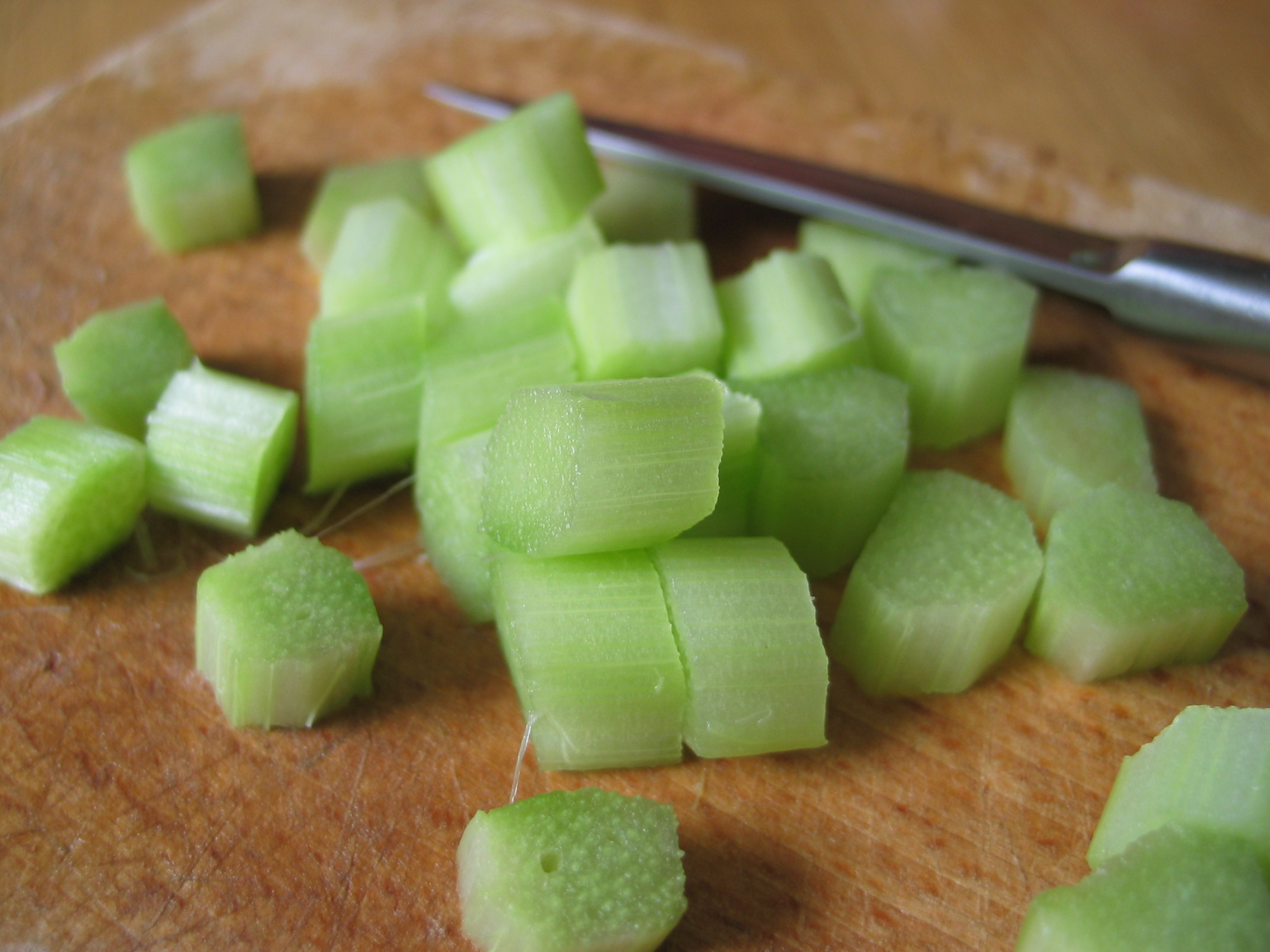
Rhubarbe épluchée et détaillée.
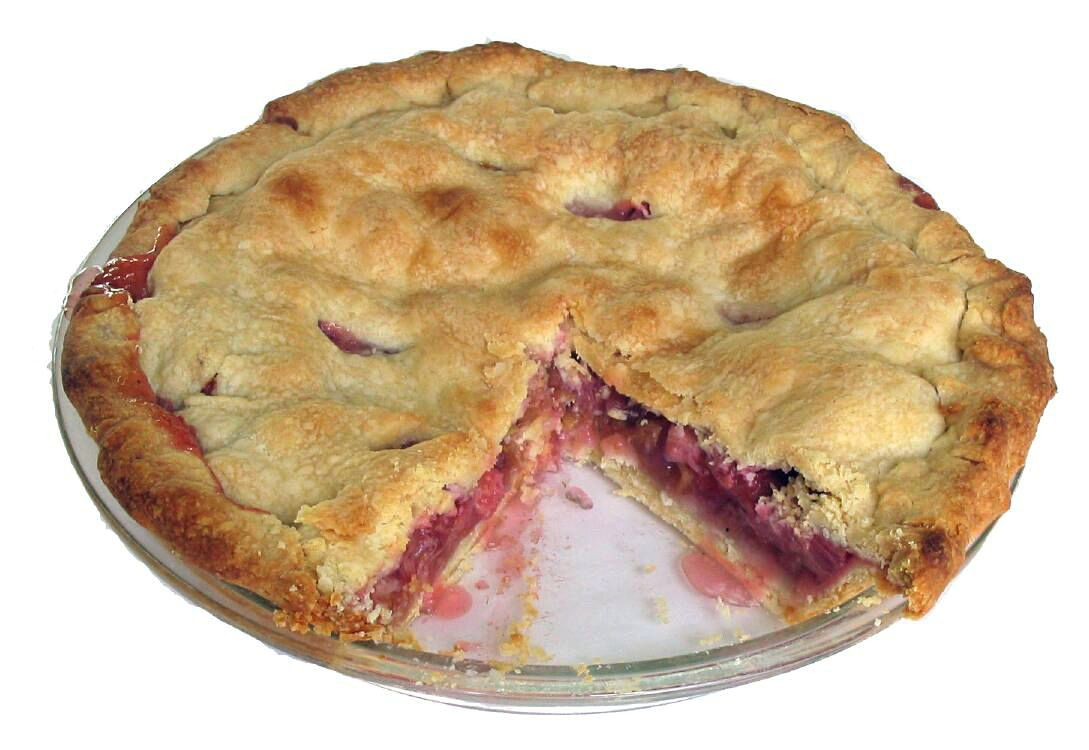
Tarte à la rhubarbe.
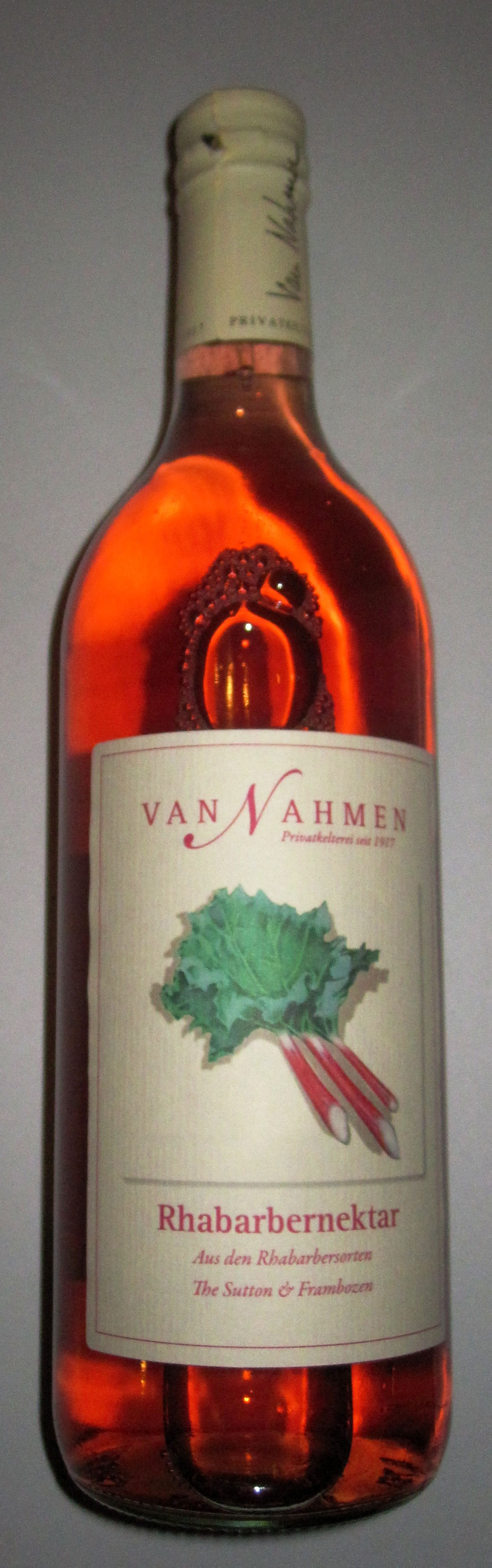
Nectar de rhubarbe.

### Musicale
Les Mongols fabriquent une flûte appelée tsuur, avec la hampe florale creuse de la rhubarbe ou du céleri sauvage. Cet instrument, en voie de disparition, est classé au patrimoine culturel immatériel de l'humanité par l'UNESCO.

### Autres usages
La rhubarbe peut également être utilisée pour le tannage de peaux.

## Vertus
La rhubarbe est bien pourvue en vitamine C (12 mg/100 g), elle a ainsi des propriétés toniques et antianémiques. Elle est très laxative grâce à sa richesse en fibres et est utilisée comme purgatif, proche de l'aloès et du séné. Les principes actifs sont des dérivés de l'anthraquinone et leurs glucosides qui augmentent les mouvements péristaltiques du côlon.
La rhubarbe apporte des minéraux, certains en grande quantité comme le potassium et le phosphore, et certains en quantité moindre, mais néanmoins intéressante comme le magnésium et le calcium.
La substance sécrétée par sa racine est appréciée pour son action antiseptique sur les problèmes de foie. En outre, la rhubarbe est un bon anti-inflammatoire pour les muqueuses buccales.
Les racines de la rhubarbe contiennent des rhaponticosides (en), dérivé du stilbène, à l'origine des propriétés veinotoniques de la plante. Au XXe siècle, Hans Thoueille et Adolf Petermann les prescrivaient pour le traitement des varices.[réf. nécessaire]

## Toxicité
Les limbes des feuilles sont toxiques à cause notamment de leur teneur en acide oxalique. Les glucosides d'anthraquinone pourraient également être responsables de cette toxicité (voir glycoside). De nombreux cas d'intoxication ont été rapportés, surtout en Grande-Bretagne pendant la Première Guerre mondiale, où la consommation de cette plante avait été recommandée.
La plupart des intoxications ont lieu lorsque des limbes sont consommés à la place des pétioles. On peut voir apparaître des symptômes tels que nausées, vomissements, crampes abdominales et diarrhées. Les oxalates solubles précipitent sous forme d'oxalate de calcium dans les fluides organiques. Dans les urines, cet effet peut provoquer des dommages rénaux.
Les feuilles sont également toxiques pour les animaux. Elles sont utilisées en apiculture pour lutter contre le varroa.

## Symbolique
- Dans le calendrier républicain, Rhubarbe était le nom attribué au 11e jour du mois de floréal[23].